# Wincanton Classic
La Wincanton Classic, conosciuta anche come Leeds International Classic o Rochester International Classic, era una corsa in linea maschile di ciclismo su strada, che si svolse nel Regno Unito dal 1989 al 1997 nel mese di agosto. Faceva parte del calendario della Coppa del mondo di ciclismo su strada.

## Storia
La prima edizione, nel 1989, si svolse a Newcastle upon Tyne, la seconda e la terza ebbero luogo a Brighton. Dal 1992 al 1996 si corse a Leeds e nel 1997, l'ultima edizione, a Rochester. Era una gara molto gradita ai corridori italiani, che si sono aggiudicati ben sei edizioni su nove. Dal 1998 è stata rimpiazzata nella Coppa del mondo dalla HEW Cyclassics.

## Albo d'oro
Aggiornato all'edizione 1997.
| Anno                            | Vincitore           | Secondo             | Terzo              |
| Wincanton Classic               | Wincanton Classic   | Wincanton Classic   | Wincanton Classic  |
| ------------------------------- | ------------------- | ------------------- | ------------------ |
| 1989                            | Frans Maassen       | Maurizio Fondriest  | Sean Kelly         |
| 1990                            | Gianni Bugno        | Sean Kelly          | Rudy Dhaenens      |
| 1991                            | Eric Van Lancker    | Rolf Gölz           | Jan Goessens       |
| 1992                            | Massimo Ghirotto    | Laurent Jalabert    | Bruno Cenghialta   |
| 1993                            | Alberto Volpi       | Jesper Skibby       | Maurizio Fondriest |
| Leeds International Classic     |                     |                     |                    |
| 1994                            | Gianluca Bortolami  | Vjačeslav Ekimov    | Bo Hamburger       |
| 1995                            | Maximilian Sciandri | Roberto Caruso      | Alberto Elli       |
| 1996                            | Andrea Ferrigato    | Maximilian Sciandri | Johan Museeuw      |
| Rochester International Classic |                     |                     |                    |
| 1997                            | Andrea Tafi         | Andrea Ferrigato    | Gianluca Bortolami |